# Fate/stay night
 Fate/stay night  (яп. フェイト／ステイナイト Фэйто/сутэй найто, «Судьба/Ночь схватки») — японский визуальный роман, разработанный компанией Type-Moon и выпущенный 30 января 2004 года на PC. 19 апреля 2007 года он был портирован на PlayStation 2 под названием Fate/stay night Réalta Nua, где были добавлены озвучивание диалогов персонажей, новые иллюстрации, и удалены хентайные сцены. Визуальный роман состоит из пролога и трёх сюжетных арок («Fate», «Unlimited Blade Works» и «Heaven’s Feel»), и повествует о событиях пятого состязания между магами, именуемого «Войной Святого Грааля» и происходящего в японском городе Фуюки.
Каждая из сюжетных арок романа со временем заполучила собственную экранизацию, первой из которых стал одноимённый аниме-сериал, созданный студией Studio Deen и транслировавшийся с 7 января по 17 июня 2006 года на различных телеканалах Японии. 23 января 2010 года также Studio Deen был выпущен полнометражный фильм по сценарию «Unlimited Blade Works». В октябре 2014 года студией Ufotable был выпущен сериал Fate/stay night: Unlimited Blade Works, состоящий из двух сезонов. 14 октября 2017 года студией Ufotable был выпущен первый из трёх запланированных полнометражных фильмов Fate/Stay Night: Heaven’s Feel.
С 2005 по 2012 год издательством Kadokawa Shoten в журналах Shonen Ace и Young Ace публиковалась одноимённая манга. С 2015 года этим же издателем была начата публикация адаптации сюжетной арки «Heaven’s Feel».
28 октября 2005 года вышел сиквел визуального романа под названием Fate/hollow ataraxia. В 2006–2007 году в формате ранобэ был издан официальный приквел — Fate/Zero, авторства Гэна Уробути. Кроме того, было создано большое количество произведений в виде компьютерных игр, ранобэ, манги и аниме в рамках образовавшейся из сеттинга визуального романа вымышленной вселенной Fate, не связанных напрямую с событиями Fate/stay night.

## Игровой процесс
Как и в других визуальных романах, игровой процесс Fate/stay night отличается низким уровнем интерактивности. Большая часть геймплея состоит из сцен со статичными двумерными изображениями персонажей в перспективе от первого лица, во время которых подаются диалоги в виде сопутствующего текста. Периодически повествование от лица главного героя сменяется интерлюдиями, рассказывающими о проходящих параллельно событиях или же о предыстории некоторых персонажей. В некоторые моменты воспроизведение текста прекращается и игроку предлагается сделать выбор из нескольких вариантов действий, определяющих дальнейшее течение событий. Часть подобных решений влияют на отношения главного героя (Эмии Сиро) с ключевыми женскими персонажами (Сэйбер, Рин, Сакура, Иллия), а некоторые создают специфические условия, учитывающиеся в дальнейших игровых сценах.
Визуальный роман структурно состоит из пролога, демонстрируемого читателям от лица Тосаки Рин, введения от лица Эмии Сиро и трёх сюжетных арок, переход на которые происходит в зависимости от выборов, совершённых игроком во введении. В игре имеется строгий порядок прохождения сюжетных арок («Fate», «Unlimited Blade Works» и «Heaven’s Feel», соответственно), постепенно раскрывающих отдельные детали фабулы произведения и заблокированных до полного прохождения предыдущих на хорошие или истинные концовки. Помимо этого каждая из арок содержит романтическую линию с одной из героинь, в которую по сюжету влюбляется Эмия Сиро (Сэйбер, Рин и Сакура, соответственно), доходящую вплоть до интимных сцен.
Каждая сюжетная арка неизменно завершается специфичной концовкой, которая зависит от принятых в ходе игры решений. В Fate/stay night имеется 45 возможных концовок, три из которых имеют статус «истинных», две — «хороших», а все остальные — «плохих», приводящих, как правило, к смерти главного героя. При получении плохой концовки игроку демонстрируется комическая сценка, именуемая «додзё Тайги» (яп. タイガー道場 Таига до:дзё:), в которой от лица Тайги Фудзимуры и Иллии даётся объяснение ошибки главного героя. Для достижения всех возможных концовок требуется неоднократная переигровка, при этом виденные ранее сцены автоматически предлагаются игрой к пропуску ради ускорения игрового процесса.
В меню визуального романа имеется каталог слуг, призванных для ведения «Войны Святого Грааля», содержащий их боевые параметры, краткий пересказ легенды героической личности и перечень классовых и индивидуальных способностей, предназначенные для оценки силы противника игроком и учёта данных в момент принятия решений. Данный каталог пополняется по мере прохождения сюжета в зависимости от увиденного главным героем. Кроме того в меню имеется перечень всего легендарного оружия, использованного в игре, с собственной предысторией.

## Сюжет

Кадр из игры. Первая встреча Эмии Сиро (слева) и Сэйбер (справа)

События Fate/stay night происходят в течение двух недель в начале февраля 2004 года в японском городе Фуюки (яп. 冬木), где регулярно проводится тайное для обычных горожан состязание между магами, именуемое «Войной Святого Грааля» (яп. 聖杯戦争 Сэйхай Сэнсо:). По правилам войны в ней участвуют семь магов, получивших титул «мастера» (англ. Master) по решению самого Святого Грааля, и призывающих с его помощью семерых «слуг» (англ. Servant), являющихся материализованными духами мифологических и легендарных личностей. Каждый слуга, в зависимости от прижизненных умений, причисляется к одному из семи классов: Сэйбер (Saber с англ. — «сабля», букв. «Мечник»), Арчер (Archer с англ. — «Лучник»), Лансер (Lancer с англ. — «Копейщик»), Ассасин (Assassin с англ. — «Убийца»), Райдер (Rider с англ. — «Всадник»), Берсеркер (Berserker с англ. — «Берсерк») и Кастер (Caster с англ. — «Заклинатель»). Долг слуги — в ходе войны устранить всех других призванных героев для возможности призыва Святого Грааля, способного исполнить любое желание победителя.
Главный герой романа — ученик старшей школы Эмия Сиро — десять лет назад оказался единственным выжившим в сильном пожаре, затронувшим целый спальный район Фуюки, и был усыновлён спасшим его магом Эмией Кирицугу, скончавшимся через пять лет после этого. Всё это время Сиро, мучимый ответственностью перед погибшими в той катастрофе, на любительском уровне изучает магию и мечтает стать «защитником справедливости» (яп. 正義の味方 Сэйги но миката), вслед за неудачной попыткой своего приёмного отца. Он продолжает жить в одиночестве и перебивается небольшими подработками, а единственными близкими к нему людьми в эти годы являются учительница Фудзимура Тайга и подруга Мато Сакура.
Задержавшись в один из дней в школе допоздна, Сиро случайно наблюдает одно из сражений между слугами и получает смертельное ранение в сердце от Лансера, решившего устранить нежелательного свидетеля. Однако, ученица из параллельного класса — Тосака Рин — сама являющаяся мастером Арчера в этой войне, тайно спасает жизнь Эмии. Возвратившись домой, он вновь подвергается нападению Лансера и, защищаясь, случайно призывает слугу класса Сэйбер, которая заставляет атаковавшего отступить. Пришедшая им на помощь Рин, объясняет Сиро ситуацию, в которой он оказался. После дополнительного разъяснения от наблюдателя войны — католического священника Котоминэ Кирэя — Сиро принимает решение об участии в ней для защиты ни в чём не повинных людей от возможных последствий, и на обратном пути вновь становится целью атаки — на сей раз, юной немецкой аристократки по имени Иллиясфиль фон Айнцберн и её слуги Берсеркера.
На данном моменте в зависимости от принятых ранее игроком решений происходит ветвление на три сюжетные арки: «Fate», «Unlimited Blade Works» и «Heaven’s Feel».

### Fate
Получив серьёзное ранение в битве с Берсеркером, Сиро заключает союз с Рин против Иллиясфиль, но не приступает к активным действиям. В школе, где обучаются он и Рин, обнаруживаются следы ещё одного мастера, пытающегося соорудить барьер, поглощающий энергию из учеников. Этим человеком оказывается брат Мато Сакуры — Синдзи, управляющий Райдер. В ходе продолжительной конфронтации его слуга была побеждена Сэйбер, а сам Синдзи убит Иллией, успевшей немного познакомиться и с самим Сиро во время случайных встреч с ним в городе. На одном из таких свиданий между ними в городском парке Сиро попал под ментальный контроль Иллии и был похищен ею. При побеге из замка фон Айнцбернов Сиро, Рин и Сэйбер, потеряв в бою Арчера, убивают Берсеркера с помощью воссозданного Сиро меча из камня и забирают Иллию в дом Эмии.
Параллельно с этими событиями главный герой из своих снов узнаёт об истинной личности Сэйбер, являющейся воплощением Короля Артура, и пытается выяснить её истинные мотивы заполучения Святого Грааля. Поняв, что Сэйбер была призвана сразу после битвы при Камлане и намеревается вернуться в прошлое, дабы повторить процедуру выбора короля и найти более достойного кандидата, он пытается убедить её в исчерпывающим выполнении собственного долга перед страной. Тем временем выясняется, что помимо семи призванных слуг со времён прошлой Войны Святого Грааля в Фуюки существует герой Гильгамеш, проявляющий любовный интерес к Сэйбер и подчиняющийся Котоминэ Кирэю. Перед решающим сражением Сиро и Сэйбер осознают истинную сущность Святого Грааля, ставшим средоточием грехов всего человечества, и после победы над Гильгамешем и Котоминэ уничтожают его. В единственной концовке «Continuation of the Dream» (с англ. — «Продолжение сна») Сэйбер возвращается в свою эпоху и погружается в сон в Авалоне, навсегда оставив поиски Грааля.

### Unlimited Blade Works
После недолгого конфликта с Рин, Сиро заключает с ней перемирие на время совместных поисков мастеров в школе. Практически сразу выясняется о существовании слуги класса Кастер, вытягивающего жизненную энергию из горожан, имеющего базу в храме Рюдо и слугу Ассасина в личном подчинении. Сиро и Рин сосредотачивают все усилия на противодействии ей, однако вскоре, взяв в заложники Фудзимуру Тайгу, отбирает себе права мастера Сэйбер у Сиро. Позже при попытке вернуть Сэйбер слуга Рин — Арчер — добровольно переходит в подчинение Кастер.
Оставшись без обоих слуг, Сиро и Рин вынуждены искать союза с Иллиясфиль, но успевают лишь поприсутствовать при убийстве её Гильгамешем для получения из её тела компонентов сосуда Святого Грааля. Вновь напав на Кастер при поддержке Лансера, Рин и Сиро одерживают победу над ней благодаря повторному предательству Арчера. После этой битвы выясняется, что единственной целью Арчера в войне является убийство Эмии Сиро, поскольку сам Арчер и является Сиро, сумевшим реализовать свои мечты, но раскаявшимся в собственных идеалах. Сиро, проявив большую целеустремлённость, выходит победителем из схватки с Арчером, после чего противостоит Гильгамешу, пытающемуся призвать Ангра-Майнью из Святого Грааля. В обеих концовках Рин, Сиро и Сэйбер одерживают верх над Гильгамешем и уничтожают Грааль. В истинной концовке «Brilliant Years» (с англ. — «Блестящие годы») после окончания войны Рин и Сиро принимают решение вместе отправиться в Лондон для обучения магии, в хорошей «Sunny Day» (с англ. — «Солнечный день») — сохраняют Сэйбер в этом мире и продолжают жить втроём в Фуюки.

### Heaven’s Feel
В отличие от начала арки «Fate» Сиро не спешит заключать союз с Рин и самостоятельно приступает к активным действиям, попутно узнавая о методах своего приёмного отца во время прошлой Войны, что приводит к его сближению с бывшим врагом Кирицугу — Котоминэ Кирэем. Беспокоясь за безопасность Сакуры, Сиро размещает её в своём доме, а параллельно налаживает хорошие отношения с Иллией, относясь к ней как к младшей сестре. Спустя несколько дней в городе появляется Тень, пожирающая слуг и горожан. При попытке выяснить происхождение Тени Сиро сталкивается с главой рода Мато — Дзокэном, призвавшим истинного Ассасина, и теряет Сэйбер, поглощённую Тенью. На следующий день Синдзи атакует Сиро в школе, и выясняется, что не он, а взятая в заложники Сакура является истинным мастером Райдер и наследницей магии рода Мато. Лишив Синдзи права управлять слугой, Сиро передаёт Сакуру на исцеление Котоминэ, который обнаруживает, что девушка несёт в себе магического червя Дзокэна и фрагмент сосуда Грааля, и может быть порабощена им. Рин принимает решение убить Сакуру, несмотря на то, что последняя приходится ей родной сестрой, удочерённой в раннем возрасте семьёй Мато, но Сиро, испытывая сильные чувства к Сакуре, вновь забирает её к себе.
Пытаясь найти союзников для защиты Сакуры, Сиро отправляется в замок фон Айнцбернов, но в лесу вновь сталкивается с Тенью, поглотившей уже и Берсеркера, и теряет левую руку, закрывая своим телом Иллию от атаки Тени. Смертельно раненный в том же бою Арчер отдаёт Сиро свою руку, но выясняется, что вместе с рукой Сиро приобрёл и ряд умений Арчера, однако использование их приведёт к его постепенной гибели. Рин, Иллия и Сиро возвращаются в дом Эмии и живут вместе, вынашивая планы борьбы с Тенью и Дзокэном. В это самое время состояние Сакуры начинает ухудшаться, и от Мато Дзокэна Сиро узнаёт, что Тень является бессознательным Сакуры, постепенно подавляющей её сознание. Так и не осмелившись убить её, Сиро окончательно отбрасывает собственные идеалы, сосредоточившись на спасении девушки. Сакура же из любви к Сиро решается самостоятельно покончить с Дзокэном, однако вернувшись в поместье Мато убивает Синдзи, пытавшегося изнасиловать её, и частично теряет над собой контроль, объединяясь с Тенью. В ходе дальнейшей конфронтации она уничтожает червя Дзокэна, но проигрывает в сражении Сиро и Рин, которым удаётся отделить от Сакуры Ангра-Майнью. Многократно использовав руку Арчера, Сиро побеждает Котоминэ и поглощённую Тенью Сэйбер, но находится на грани смерти. В нормальной концовке «Cherry Blossoms' Dream» (с англ. — «Мечта о цветущей сакуре»), пожертвовав собой, Сиро уничтожает Великий Святой Грааль, в истинной «Return to the Spring» (с англ. — «Возвращение к весне») — Иллия проводит ритуал призыва Грааля и дарует Сиро новое тело, раскрывая правду о том, что является дочерью Эмии Кирицугу, после чего исчезает из этого мира.

## Разработка

Первоначальный дизайн персонажа Сэйбер, сделанный по образу из ранних черновиков Киноко Насу

Идея написания литературного произведения в жанре фэнтези возникла у одного из основателей компании Type-Moon Киноко Насу ещё во время его обучения в школе. Основной сюжетный ход будущего Fate/stay night, в котором участвовали бы известные героические личности со всего мира, появился под влиянием романа Makai Tensho Футаро Ямады, повествующего о битвах воскрешённых лучших самураев за всю историю Японии. Согласно первоначальному замыслу сюжет ограничивался прообразом будущей арки «Fate», где главными героями являлись девушка-мастер и её слуга Сэйбер (воплощение Короля Артура в виде мужчины). По мнению самого Насу данная версия работы содержала элементы романтики 1980-х и идеи преобразований в миропорядке, в то время как итоговый роман сосредоточен на изменениях внутри людей и имеет иные цели использования Святого Грааля. Всего в тот период было окончено около трети сценария будущей арки «Fate» (вплоть до битвы с Сасаки Кодзиро), но по ряду личных причин дальнейшее написание работы было прекращено Насу более чем на десять лет.
После коммерческого успеха в 2000 году первого визуального романа Tsukihime от Type-Moon, имевшей в то время ещё любительский додзин-статус, Насу и соучредитель компании, иллюстратор Такаси Такэути, решили превратить старые текстовые наработки «Fate» в новый продукт компании в рамках той же вымышленной вселенной. Как альтернативу этому решению Такэути рассматривал перевод в формат визуального романа другой работы Насу — Mahoutsukai no Yoru, но, поскольку сюжетная канва этого произведения была полностью окончена, выбор пал именно на «Fate», который можно было дополнить любым количеством персонажей. Ввиду ориентации на мужскую целевую аудиторию, которую имел и их прошлый визуальный роман, Такэути было выдвинуто предложение о смене пола Сэйбер и главного героя для большего соответствия типичным представлениям о бисёдзё-играх. Несмотря на первую реакцию Киноко Насу, сравнившего такой шаг по кощунству с возможной сменой пола брутального главного героя манги «Берсерк» Гатса, решение спустя некоторое время всё же было принято, поскольку помимо появления возможностей коммерческой составляющей открывались и новые варианты развития сюжета. Помимо этого по сравнению с исходным материалом был кардинально изменён типаж Арчера, ставшего повзрослевшей формой главного героя; предыдущий же образ персонажа был использован при создании героя Гильгамеша. Сам Гильгамеш был выбран в качестве одного из слуг по причине того, что авторам хотелось отыскать более древнего героя по сравнению с Гераклом, а также благодаря благозвучности имени месопотамского правителя. Также Киноко Насу было выдвинуто требование, чтобы Гильгамеш был непременно одет в полностью золотую броню, поскольку решил, что внешность и поведение этого героя будут базироваться на образе из Action/RPG The Tower of Druaga. На этом этапе всю фабулу будущего романа планировалось разделить на четыре сюжетные арки — по одной на каждую из ключевых героинь (Сэйбер, Рин, Сакура, Иллия). Такэути отмечал, что несмотря на то, что жанр хотя эроге подразумевал введения большого количества фансервисных этти-элементов, авторы были уверены, что он будет бесполезен в большом избытке, и поэтому старались сфокусироваться на проработке сцен и раскрытии характеров персонажей. Название будущей работы было частично унаследовано у школьного черновика Насу, который хотел обязательно включить в логотип слово «night» (англ. ночь) и знак косой черты. В 2001 году командой Type-Moon был подготовлен проект логотипа, включавшего слово «stay» (англ. пребывание), и ввиду отсутствия каких-либо иных вариантов именно он и был утверждён в качестве титула всего проекта.

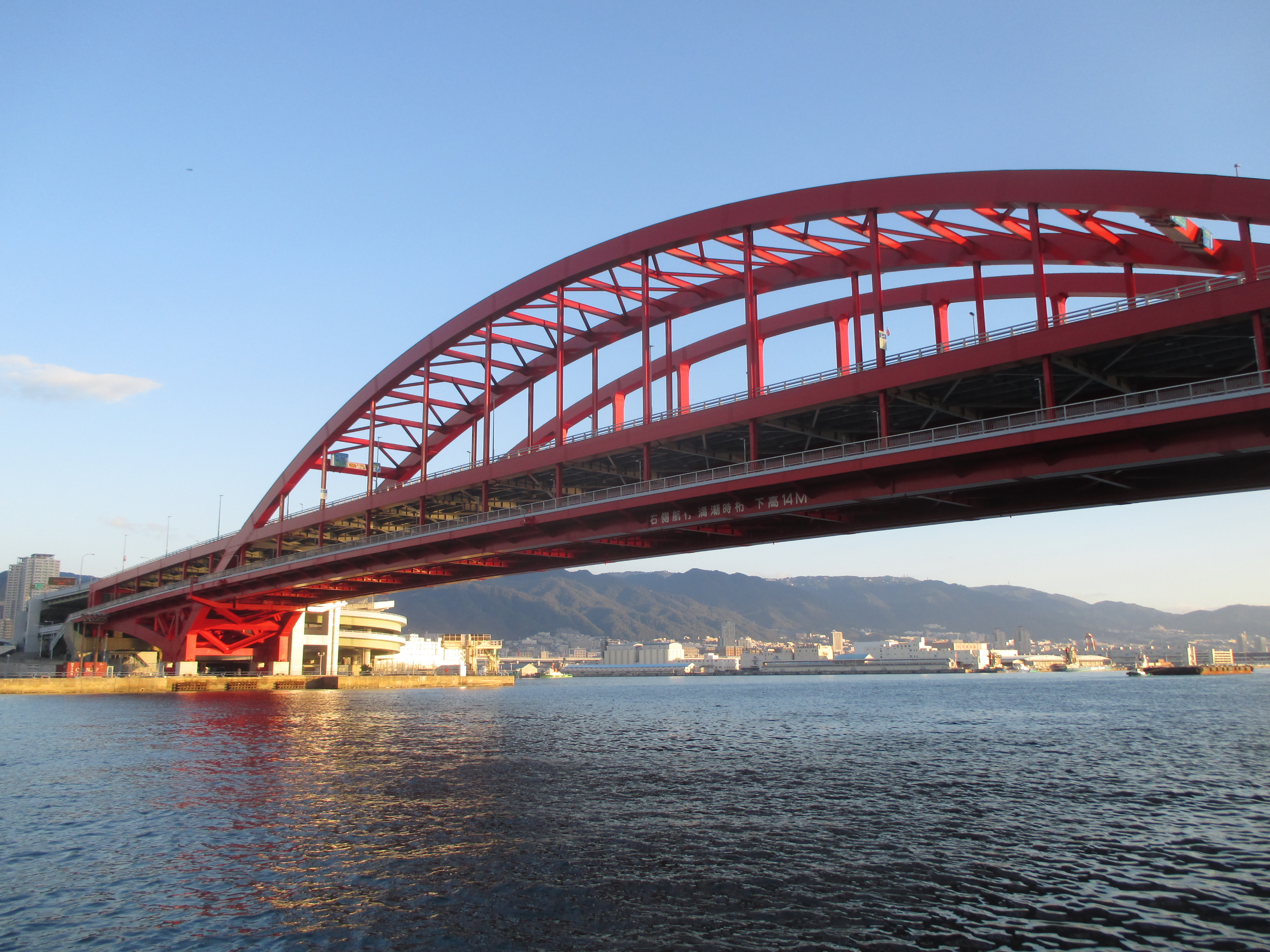
Мост Кобэ Охаси (Кобе), ставший прототипом одной из локаций города Фуюки

Спустя год после начала разработки Type-Moon столкнулась с исчерпанием возможностей додзин-компании, проявившегося в нехватке денежных средств, и начала подготовку к коммерциализации, завершившейся в середине 2003 года. Таким образом, будущий визуальный роман должен был стать её первым полностью коммерческим продуктом, созданным без помощи сторонних организаций. Вместо формата визуального романа Киноко Насу в ходе разработки системы способностей и атрибутов персонажей высказывались предложения о создании игры наподобие некоторых частей Romance of the Three Kingdoms с элементами ролевых игр. Рассматривались также варианты перехода игры на рынок игровых приставок, что потребовало бы его отхода от жанра эроге, но в итоге разработка продолжилась в неизменном виде. Вместо игрового движка NScripter, использованного при создании Tsukihime, новая игра стала базироваться на движке KiriKiri, обеспечивавшего по мнению создателей большую визуализацию повествования за счёт беспрерывного вывода информации.
Первыми были закончены две сюжетные арки — «Fate» и «Unlimited Blade Works», причём последняя была частично представлена публике в буклете предварительного просмотра на Зимнем Комикете 2001 года. В основу «Unlimited Blade Works» была положена нереализованная во время разработки Tsukihime для арки Юмидзуки Сацуки идея противостояния персонажа с самим собой и собственными идеалами. В 2002 году было установлено, что уже написанная часть романа по продолжительности практически равнялась Tsukihime, ввиду чего высказывались предложения разделения игры на две Fate/stay night и Fate/other night. По причинам дороговизны выпуска сразу двух продуктов вместо этого арки Иллии и Сакуры были частично объединены на базе «Heaven’s Feel» (ранее помимо выбора между отстаиванием собственных идеалов и защитой Сакуры Сиро имел возможность защитить Иллию), а имевшаяся в замыслах арка Кастер полностью удалена. По словам Насу, основным смысловым значением получившейся арки было выбрано применение идей главного героя на практике, что противопоставляло её «Fate» и «Unlimited Blade Works», уделявших наибольшее внимание демонстрации лишь идеалов Сиро. В 2002 году Такэути предложил Гэну Уробути, известному автору визуальных романов компании Nitroplus, подключиться к перенесению в текст предварительного сценария игры, но получил отказ, после чего Насу, отвергнув возможность привлечения иных писателей, решил сделать Fate/stay night наиболее значительной работой в своей жизни, созданной им от начала и до конца.
После перевода текста в код, редактуры фоновых изображений и спрайтов, а также отладки аудиовизуальных эффектов 21 октября 2003 года демоверсия игры была выпущена на компакт-диске в комплекте с журналом Tech Gian издательства Enterbrain, а 1 ноября была размещена и на сайте компании Type-Moon. 10 ноября того же года была представлена музыкальная вступительная заставка «This Illusion» будущей игры, исполненная M.H.. 21 ноября было объявлено о размещении анонсов игры в игровых журналах Comptiq, PUSH!!, Dengeki Hime, Colorful PUREGIRL, BugBug. С 8 декабря 2003 года был начат приём почтовых предварительных заказов продукта, однако уже спустя несколько дней он был приостановлен до 30 декабря по причине неожиданно большого спроса.

## Издания
| Системные требования | Системные требования             | Системные требования             |
| -------------------- | -------------------------------- | -------------------------------- |
|                      | Рекомендации                     |                                  |
| Microsoft Windows    |                                  |                                  |
| ОС                   | Windows 98, ME, 2000, XP         | Windows 98, ME, 2000, XP         |
| ЦПУ                  | Pentium III (400 MHz)            | Pentium III (400 MHz)            |
| Объём ОЗУ            | 256 MB                           | 256 MB                           |
| Место на диске       | 1700 ΜB                          | 1700 ΜB                          |
| Видеокарта           | Поддержка DirectX 7.0, 32MB VRAM | Поддержка DirectX 7.0, 32MB VRAM |

30 января 2004 года визуальный роман был официально выпущен для PC. Сразу после релиза в национальном рейтинге бисёдзё-игр по версии онлайн-журнала PCNEWS визуальный роман Fate/stay night занимал первое место за вторую половину января и первую половину февраля 2004 года, после чего вплоть до конца августа 2005 года неизменно входил в число пятидесяти лучших. Согласно рейтингу продаж, составленному дистрибьютором Getchu.com, игра занимала первую позицию в течение месяца после своего выпуска, а к февралю переместилась на пятое место; Fate/stay night стал первой среди самых продаваемых игр за первую половину 2004 года, а позже и за весь год в сумме (всего в 2004 году было продано 146 686 копий игры).
13 января 2006 года издательством Kadokawa Shoten было объявлено о грядущем портировании визуального романа на платформу PlayStation 2 и запланированном выпуске обновлённой версии в конце года. 21 октября того же года на встрече All about Fate/stay night с фанатами игры в Акихабаре впервые был озвучен полный перечень изменений, грядущих с портированием игры: все персонажи игры были озвучены сейю выпущенного в том же году аниме-сериала от Studio Deen, добавлены изображения некоторых сцен и музыкальные композиции, добавлен эпилог сюжетной арки «Fate» и для соответствия требованиям категории C возрастного рейтинга CERO все хентайные сцены были изъяты из текста. 8 ноября на сайте Type-Moon появилась информация об изменениях срока выхода игры на 2007 год из-за специфики требований разработчика игровой платформы. В итоге портированная версия романа Fate/stay night Réalta Nua (в переводе с ирл. — «новые звёзды») появилась в продаже лишь 19 апреля 2007 года, спровоцировав небольшой ажиотаж в специализированных магазинах Акихабары. Согласно информации новостного сайта Gamasutra, Fate/stay night Réalta Nua стала самой продаваемой игрой для PlayStation 2 в Японии в апреле 2007 года.
23 декабря 2011 года изменённая версия Fate/stay night Réalta Nua была портирована обратно на PC. 29 ноября 2012 года была выпущена версия игры для платформы PlayStation Vita, содержавшая созданные студией ufotable анимированные вступительные ролики к каждой арке, изменённые иллюстрации под формат экрана 16:9 и получившая возможности полноценной работы с сенсорным экраном. 29 мая 2015 года визуальный роман стал полностью доступен на платформах iOS и Android, причём с 7 октября 2015 года было объявлено о бесплатном распространении сюжетной арки «Fate» на мобильных устройствах.

## Отзывы и критика
Fate/stay night является, по различным оценкам, одним из наиболее известных представителей своего жанра, и согласно рейтингу, составленного изданием Dengeki G's Magazine, стал вторым в числе наиболее популярных визуальных романов за всю историю (по состоянию на 2008 год), уступив лишь Clannad. Популярность визуального романа привела к появлению большого количества сопутствующих товаров для фанатов (дакимакур, фигурок персонажей и иной продукции), а также созданию многочисленных додзинси.
По мнению ряда критиков, визуальный роман представляет собой пример хорошего смешения традиций эпической литературы и современного жанра фэнтези. Согласно статье сотрудников Университета Васэда Мидзуки Сакамото и Тацуо Накадзимы, у Type-Moon получилось создать эффективный шаблон, способный компилировать элементы мифов или истории со всего мира для генерации новых произведений, посвящённых Войне Святого Грааля, при сохранении качественного уровня, близкого к оригинальному роману. Также отмечалось, что подобное использование героев легенд древности способно подстегнуть к ознакомлению и с их первоисточниками.
По мнению Лебовица и Клуга, авторов книги по теории визуальных романов, выбранный формат визуального романа был оптимально использован, поскольку концепция нескольких сюжетных арок растягивала экспозицию значимых для общего понимания фабулы элементов и поддерживала читательский интерес. Также исследователи выделили ветвления, содержащие различно эмоционально окрашенные сцены, позволявшие рассмотреть ситуацию или персонажей под несколькими ракурсами. Большое количество внезапных смертей, сопряжённых с резким эффектом потери контроля над ситуацией, по мнению авторов монографии, придавало игровому процессу дополнительную эмоциональную окраску и мотивировало игроков к дальнейшему прохождению игры, чему способствовали проработанные сюжетные повороты. Несмотря на линейность порядка прохождения сюжетных арок опция полного пропуска уже известных сцен «предупреждала усталость игроков и вновь быстро окунала их в гущу событий». Сюжетные повороты были названы различными обозревателями «уместными и захватывающими».
В сюжетном аспекте рецензенты сочли поведение Сиро и его отношение к собственным идеалам наиболее интересной и проработанной частью всего романа. Главный герой в каждой из сюжетных арок был помещён в различные условия, что давало читателям возможность вникнуть в условия сеттинга («Fate»), провести теоретическое осмысление идеалов персонажа («Unlimited Blade Works»), столкнуться с проблемами реализации их на практике («Heaven’s Feel») и, совместив это, понять детали его образа. Тем не менее, по мнению автора Higurashi no Naku Koro ni Рюкиси07, в Fate/stay night было применено очень большое количество выборов возможных действий, а также сохранён эротический контент, которые могли быть удалены из работы без какой-либо потери её качества.
Образы Рин, Сэйбер и Сакуры получили противоречивые оценки. Так, многими рецензентами было признано, что наиболее глубокой в психологическом плане аркой является «Heaven’s Feel», что во многом связано с резким и разносторонним раскрытием образа Мато Сакуры, а её романтическая линия с Сиро — наиболее «взрослой» среди всех героинь. По мнению Гэна Уробути, автора приквела Fate/Zero, отношения между главным героем и Сэйбер напоминали связь «между мальчиком и мальчиком, который стал девочкой» и больше «соответствовали древнегреческому пониманию любви». Сам же образ Сэйбер одними рецензентами был сочтён «преисполненным достоинства и не впадающим в банальность», другими — «приобретающим женственные черты при тесном взаимодействии с Сиро». Столь же неоднозначно была воспринята, как персонаж, и Тосака Рин. По мнению некоторых обозревателей, она «подчёркивала иное мнение относительно идеалов Сиро», и её романтическая линия выглядела «наиболее реалистичной», где Рин и главный герой «компенсировали недостатки и увеличивали достоинства друг друга». Хентайные сцены с девушками были признаны прописанными неудачно из-за обильного использования Киноко Насу аллегорий половых органов.
Все прочие персонажи, по мнению критиков, были в той или иной степени раскрыты, а детализации каждого из которых был отведён отдельный период повествования, включавший и их предыстории. Среди слуг положительно был отмечен образ Арчера, постоянно вносившего сомнения в мысли главного героя. Поведение антагонистов различных арок было названо обозревателем Ником Кримером из Anime News Network «излишне благородным» из-за нескольких случаев ухода с поля боя по не самым очевидным причинам. Типаж же Фудзимуры Тайги был назван рецензентом THEM Anime «карикатурным и раздражающим». В обзорах игры часто встречалось упоминание о некоторой затянутости повседневных сцен, в особенности связанных с приготовлением и употреблением пищи, которые не всегда привносили какие-то детали в сюжет и часто служили лишь как небольшие комические вставки. Также скрупулёзным было сочтено описание принципов использования магии, снижавшее динамичность повествования.
Многими рецензентами было отмечено использование типичных для аниме-индустрии сюжетных клише. Развитие фабулы, связанной с помещением случайно втянутого главного героя в рамки выживания в жёстких условиях и предоставлением ему больших возможностей, по мнению Мотоко Танаки из Университета Миядзаки Сангё-кэйэй, было типичным для распространённого в середине 2000-х годов т. н. жанра «сабаибукэй» (яп. サバイブ系 сабаибукэй, от англ. survival), известными представителями которого также являлись «Тетрадь смерти», «Королевская битва» и Kamen Rider Ryuki. Внешняя сторона образа Сакуры (как девушки, готовящей герою бэнто и тайно в него влюблённую), «соблазнительница» Кастер (несмотря на асоциальные поступки, отличающаяся в глубине души романтическими чертами характера), а также исходный идеализм Сиро (унаследовавшего мечты и идеи своего приёмного отца) также были сочтены калькированными. Неоднократных нареканий, особенно в сравнении с приквелом — Fate/Zero, удостоился подростковый антураж новеллы, а также большое количество школьников среди мастеров в войне, имеющей столь высокий статус. Сам сеттинг был сравнен обозревателем с сайта Blu-Ray с серией романов о Гарри Поттере, а типаж Тосаки Рин — признан схожим Гермионе Грейнджер. Кроме того, ряд сюжетных ходов сюжетной арки «Fate», по мнению рецензента Anime News Network, содержал в себе типичные штампы жанра гарем.
Кроме того предметом обсуждения стали некоторые отсылки визуального романа к традиционным элементам японской культуры. Так, например, в сравнении домов потомственных магов (семей Тосака, фон Айнцберн и Мато), построенных в западноевропейских стилях, и японского поместья Эмии Сиро Дани Кавальяро, автор книги по теории адаптации визуальных романов в аниме, сумел усмотреть продолжение японской традиции противопоставления этих типов жилищ, первые из которых «ставят барьеры силам природы», вторые же — «гармонируют с окружающим миром». Этот аспект, по мнению Кавальяро, дополнительно подчёркивает конфликт целей и уклада жизни магов семьи Эмия и остального магического сообщества. Профессор гуманитарных наук Женского Университета Ваё Макото Курода в своём анализе магической системы и деталей личностей персонажей Fate/stay night усматривает в идее Эмии Сиро стать «защитником справедливости» прямую аналогию с традиционным представлением о жизненном пути бодхисаттв в буддизме Махаяны, стремящихся к спасению других людей ценой собственных усилий и страданий. Также Курода отмечает, что, на его взгляд, благодаря применению в романе сцен повседневного и эротического содержания происходит возврат игрока к собственному отождествлению с героем, дабы не переходить рамки мифологического мировоззрения, характерного для восприятия явлений людьми древности. Буддистким представлениям, на взгляд Куроды, противопоставляются содержащиеся в сюжете элементы христианской этики через противостояние Сиро и Котоминэ Кирэя в виде неприятия главным героем трактовки Ангра-Майнью, как существа принявшего на себя грехи других во имя спасения.
Визуальная составляющая романа и дизайн персонажей были расценены критиками как удачные для 2004 года. Отдельно выделялась проработка фоновых рисунков и разнообразие спрайтов персонажей, однако при увеличении последних в ходе некоторых сцен был замечен эффект пикселизации. Музыкальное сопровождение и аудиоэффекты, по мнению критиков, успешно выполняли свою роль по созданию нужной атмосферы во время повествования, и умело подчёркивали текстовое описание сцен. Отдельной похвалы удостоилось комическое «додзё Тайги» за эмоциональную разрядку после проигрыша.

## Манга

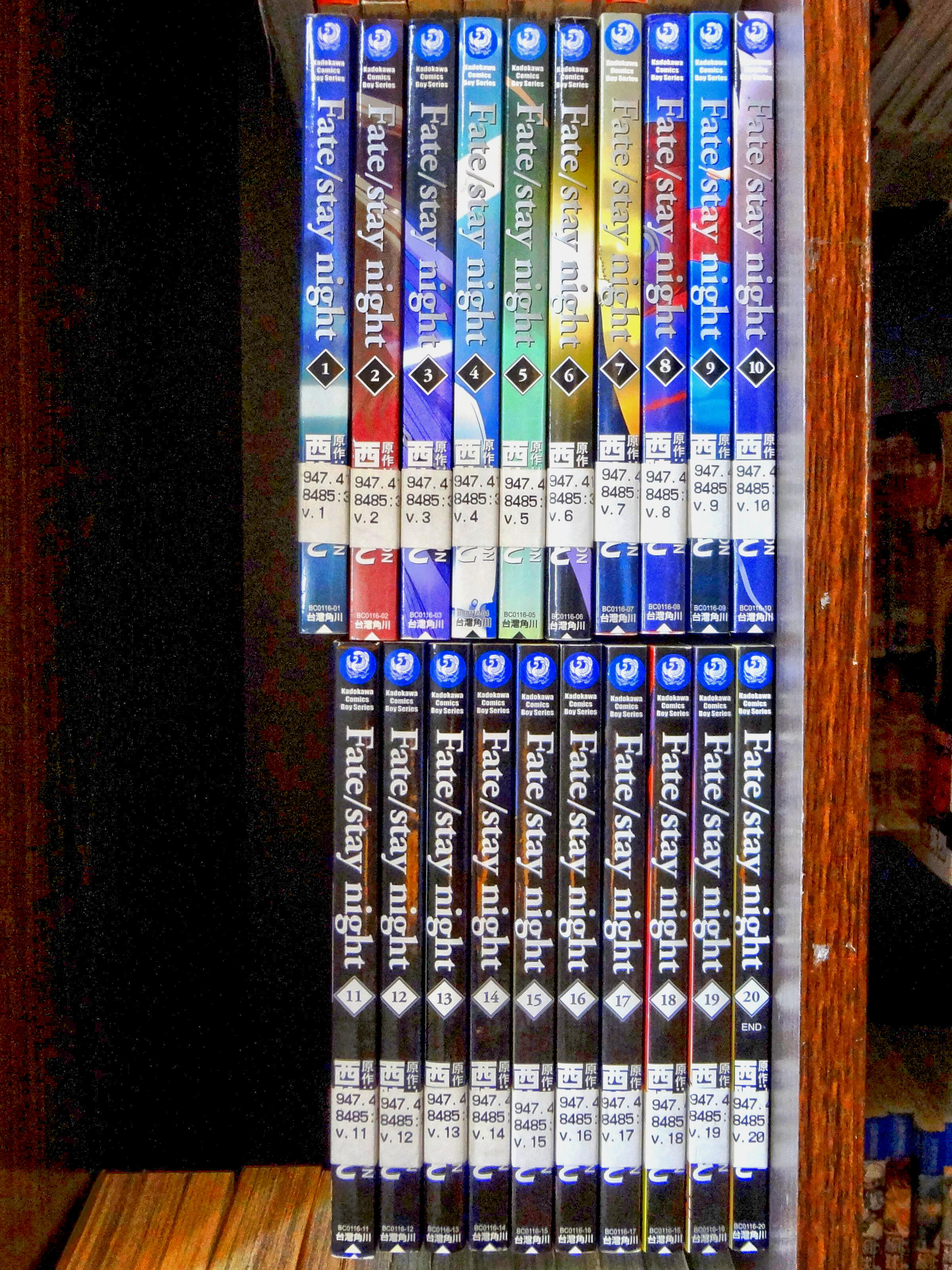
Танкобоны манги Fate/stay night

На основе оригинальной игры Датто Нисиваки была создана одноимённая манга, публиковавшаяся в журналае Shonen Ace издательства Kadokawa Shoten в период с 26 мая 2006 года по 26 ноября 2012 года в 20 танкобонах, выходивших трижды в год. Данная работа представляет собой компиляцию событий сюжетной арки «Fate» с элементами «Unlimited Blade Works». Серия была лицензирована компанией Tokyopop для издания в Северной Америке в 2007 году и выпускалась вплоть до апреля 2011 года, когда дистрибьютор прекратил выпуск всей лицензированной ранее манги и вернул лицензии японским правообладателям. Всего за это время на английском языке было издано 11 томов. После возобновления деятельности компании в октябре 2011 года в отличие от других франшиз лицензия Fate/stay night продлена не была. В 2014 году Viz Media были приобретены права для издания манги в цифровом формате. С 2009 по 2016 год манга была полностью издана на французском языке издательством Pika Edition. По мнению обозревателя интернет-портала Manga-News, данное издание является лишь упрощённой версией визуального романа и лишено оригинальности или деталей, которые были бы интересны поклонникам, ранее знакомым с серией. С 25 июня 2015 года в журнале Young Ace начался выпуск адаптации сюжетной арки «Heaven’s Feel», от иллюстратора манги Hyouka Тасуку Она.
Помимо манга-адаптаций визуального романа выпускаются также и комедийные серии, действия которых происходят одновременно с основными событиями первоисточника и включают всех его основных персонажей. С 2006 года издательством Ichijinsha публикуется ёнкома Масару Хиронари Himuro no Tenchi: Fate/School Life (яп. 氷室の天地 Fate/school life Химуро но Тэнти Фэйто суку:ру райфу, букв. «Мир Химуро: Судьба/школьная жизнь»), повествующая о похождениях второстепенных персонажей-школьников визуального романа. 31 декабря 2017 года она получила экранизацию в виде OVA от студии ufotable.
С 26 января 2016 года началась публикация кулинарной веб-манги Emiya-san Chi no Kyou no Gohan (яп. 衛宮さんちの今日のごはん Эмия-сан Ти но Кё: но Гохан, букв. «Сегодняшнее меню семьи Эмия») авторства TAa в онлайн-приложении журнала Young Ace, сюжет которой построен на попытках Сиро прокормить Сэйбер. Ровно год спустя манга появилась в печати от издательства Kadokawa Shoten под редакцией Макото Тадано, консультирующего мангаку по вопросам кулинарии.

## Аниме-телесериалы

### Fate/stay night
Первой аниме-адаптацией визуального романа Fate/stay night стала одноимённая работа Studio Deen, выполненная в 24-х сериях и основанная на сюжетной арке «Fate». Режиссёром выступил Юдзи Ямагути, сценаристом — Такуя Сато, а раскадровкой первой части сериала занимался создатель оригинального дизайна игры иллюстратор Такаси Такэути. Сериал находился в эфире телевизионных каналов Chiba TV, AT-X, TV Aichi, Tokyo Metropolitan Television, Sun Television, Kyoto Broadcasting System, TV Saitama и TV Kanagawa с 7 января по 17 июля 2006 года. В дальнейшем сериал был издан на 8 DVD-дисках, поставлявшихся в обычном и ограниченном изданиях, а в 2013 году переиздан в формате Blu-ray.
В ходе создания сериала художники на протяжении разработки дизайна персонажей работали в тесном сотрудничестве с иллюстратором романа Такаси Такэути. Первоначально сценарист Такуя Сато также консультировался с Киноко Насу, однако в ходе работы между ними возникли разногласия, поскольку автор игры призывал к более строгому следованию первоисточнику. Сато, стремившийся в рамках одного сериала продемонстрировать все ключевые детали о сеттинге из всех трёх арок романа, счёл, что в таком случае адаптация может выйти невнятной и оставить у зрителей большое количество недосказанностей, и отказал Насу. Также Сато отмечал, что в процессе создания сценария получал указания от режиссёра раскрывать персонажей в более агрессивной манере, нежели это было сделано в игре, что особенно отразилось в 18 и 19 сериях, созданных по мотивам арки «Heaven’s Feel» для демонстрации особенностей Сакуры.
В итоге, аниме-адаптация Studio Deen была признана многочисленными критиками по целому ряду причин неудачной. Несмотря на качественное воспроизведение дизайна персонажей из визуального романа, применение смешанного стиля традиционной и современной прорисовки, а также ровной пастельной цветовой гаммы, анимация боёв и использованные при этом спецэффекты отличались слабой проработкой. Причиной подобному ряд рецензентов счёл неумелое использование мультипликаторами компьютерных эффектов и 3D-графики, не вписывающейся в общий видеоряд. Кроме того, было высказано мнение, что это вызвано слабой детализацией и хореографией сцен фехтования. Единственной боевой сценой, выделенной обозревателями из общего ряда, стала битва Арчера с Берсеркером; все же остальные, в том числе и кульминационные, — были признаны двумя критиками (Тероном Мартином и Карлом Кимлингером) из Anime News Network «неувлекательными» и «скучными». Музыкальное сопровождение, по ряду отзывов, хорошо создавало нужную атмосферу и улучшало общее восприятие боёв, однако не было признано сколько-нибудь запоминающимся или выдающимся.
Однако наиболее остро была воспринят сам сценарий сериала. Введение в фабулу элементов двух других арок привело к изобилию сюжетных поворотов, но, по мнению обозревателей, разрушило внутреннюю логику первоисточника и стало причиной чувства пресыщенности сюжетом и его непоследовательности. Это же вызвало у критиков ощущение наличия у Сиро выдающихся магических навыков и выносливости, совершенно не требующих восстановления сил или магической энергии. Сцены развития отношений между персонажами также отличались слабой проработкой диалоговой части, что стало причиной появления шаблонных элементов.
Все женские персонажи, за исключением Сэйбер, по мнению рецензентов, выглядели исключительно поверхностными и представали преимущественно в бытовой обстановке, из-за чего, несмотря на малое количество этти-фансервиса, сериал вписывался в рамки стандартов жанра гарем. Мотивы основных антагонистов главных героев также были продемонстрированы слабо или абсолютно не раскрыты, за что Котоминэ Кирэй и вовсе был назван Тероном Мартином «маниакальным нигилистом, бледной тенью себя самого из Fate/Zero». Образ Сэйбер и её романтическая линия с Сиро, в целом, были восприняты положительно. Наибольшее раздражение у критиков было вызвано представленным образом Сиро. Рецензенты давали нелестные определения его поведению в сериале, называя его поступки «глупыми» и «сексистскими по отношению к Сэйбер». Также он был охарактеризован как «лишённый собственного характера» персонаж, «целиком состоящий из сёнэн-клише».
22 января 2010 года Studio Deen были представлены две часовые OVA-серии Fate/Stay Night TV Reproduction, перемонтированные и переснятые по материалам сериала. Позже они были выпущены на DVD и Blu-ray дисках.

### Fate/stay night: Unlimited Blade Works
На основе сюжетной арки «Unlimited Blade Works» студией ufotable, ранее уже создававшей экранизации продуктов Type-Moon серии Fate (Fate/Zero и вступительные ролики версии Fate/stay night Réalta Nua), было снято аниме Fate/Stay Night: Unlimited Blade Works. Впервые о начале производства нового сериала по Fate/Stay Night было объявлено 12 июля 2013 года главой студии Хикару Кондо, однако не уточнялось, какой именно сюжетной арке он будет посвящён. Лишь год спустя 27 июля 2014 года стало известно о деталях выпуска аниме: оно было разделено на два сезона, стартующих 4 октября 2014 года и в апреле 2015 года, и экранизировало вторую арку визуального романа. Режиссёром выступил Такахиро Миура, для которого работа стала дебютной в этом качестве, разработкой дизайна персонажей и анимации руководили Томонори Судо, Ацуси Икария и Хисаюки Табата. Сценарий отдельных эпизодов был написан Акирой Хиямой, Кадзухаро Сато и Тацуки Итиносэ, консультации по сюжету проводились сценаристом оригинального визуального романа Киноко Насу. 28 сентября 2014 года состоялся одновременный премьерный показ в Токио, Осаке, Токусиме, Лос-Анджелесе, Париже, Нюрнберге и Сеуле. Как и было запланировано, с 4 октября стартовали трансляции первого сезона, состоявшего из 12 серий и специального выпуска, в телевизионном эфире каналов Tokyo MX, Nippon BS Broadcasting, Gunma TV и Tochigi TV, продолжавшиеся до 27 декабря. Второй сезон был подготовлен той же командой аниматоров и показан по тем же телеканалам в том же количестве серий в период с 4 апреля по 27 июня 2015 года. Позднее сериал распространялся в сборнике из двух Blu-ray Disc (по одному телевизионному сезону на каждом) компанией Aniplex, ограниченное издание которого стало самым продаваемым диском аниме в марте 2015 года на территории Японии.
Действие сериала разворачивается практически строго по фабуле сюжетной арки «Unlimited Blade Works», но также содержит несколько дополнительных сцен, отсутствовавших в визуальном романе (например, были показаны начало атаки Гильгамешем на замок фон Айнцбернов и расширенная предыстория Кастер); в некоторых эпизодах также было изменено место действия. Часть предложений аниматоров ufotable по увеличению зрелищности, как, например сцена битвы между Сэйбер и Райдер на крыше школы, были отклонены продюсером сериала Ацухиро Иваками из-за требований Type-Moon по строгому следованию первоисточнику. Из-за необходимости вписаться в рамки стандартного двенадцатисерийного телесезона три серии первого сезона (пролог, первая и двенадцатая) были отсняты в 48-минутном формате. Эпилог «Brilliant Years» арки визуального романа был расширен за счёт появления части персонажей Fate/hollow ataraxia, а вторая концовка «Sunny Day» вышла в виде 10-минутной OVA-серии ко второму сезону.

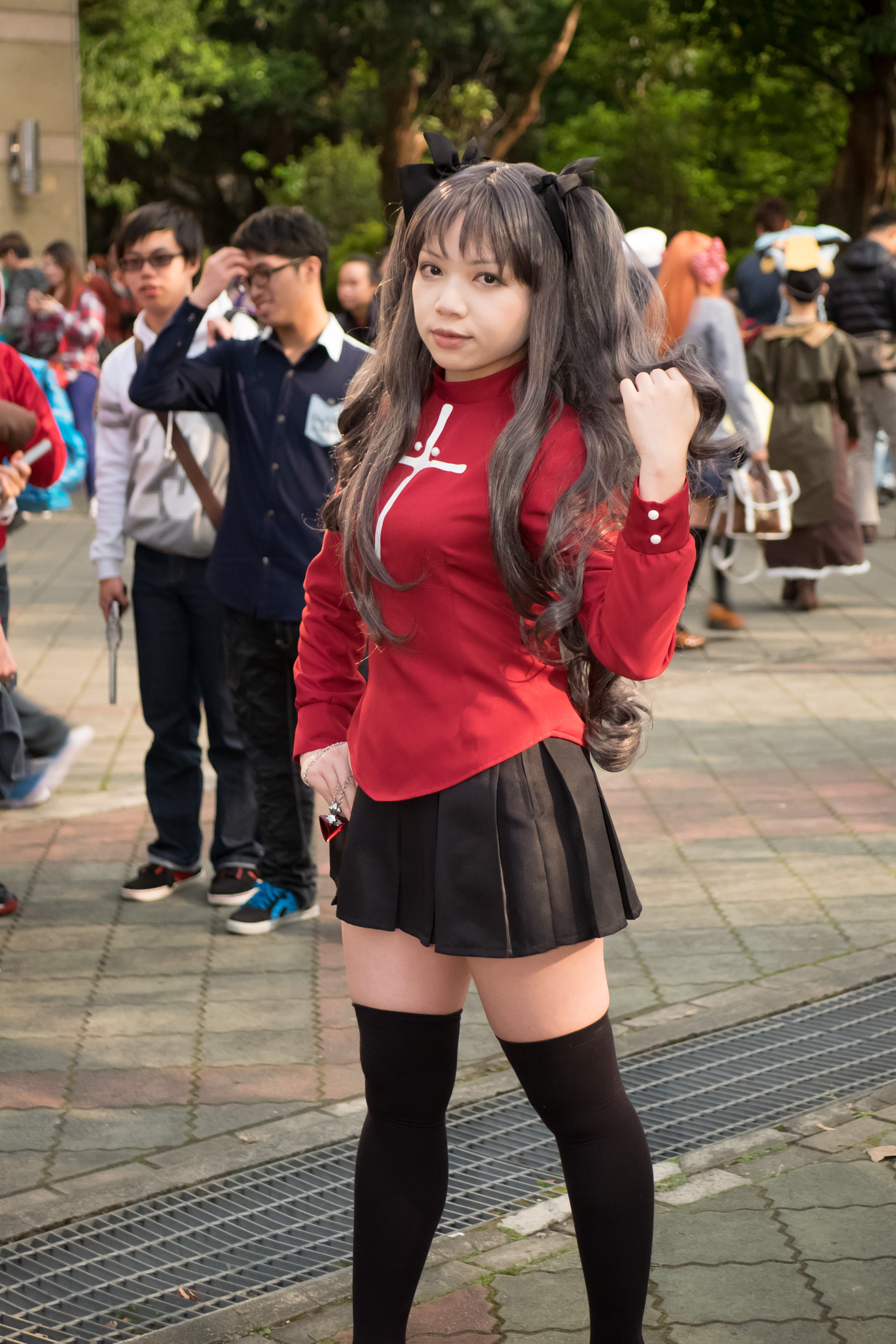
Косплей Тосаки Рин

Критики высоко оценили качество анимации сериала, так, например, обозреватели интернет-портала Kotaku отметили особо тщательную прорисовку фонов и персонажей, в том числе находящихся на периферии фокуса сцены, плавность переходов между отдельными кадрами и выбранную гамму цветов, создающую кинематографический эффект, что выходило за рамки принятых в те годы шаблонов аниме-индустрии и превосходило даже прежние работы ufotable. В дополнение к этому, Ник Кример из Anime News Network выделил тонкую работу художников с 3D-графикой спецэффектов, которая привела к увеличению зрелищности, реализма полученных повреждений и физики разрушений в боевых сценах. Музыкальное сопровождение было единодушно признано незапоминающимся, но создающим необходимую атмосферу в драматических или комических сценах. Японское озвучивание было признано выполненным на высоком уровне, в особенности была отмечена работа сэйю Каны Уэды, озвучивавшей Тосаку Рин.
Мнения критиков разошлись в пригодности данной экранизации для первичного знакомства с вымышленной вселенной Fate. Некоторые обозреватели высказывали предположения, что для понимания происходящего на экране необходимо иметь знания о других сюжетных арках визуального романа и приквела Fate/Zero, на основании чего Габриэлла Икинз из Anime News Network сочла сериал, и в особенности его финальную серию, «скрупулёзно адаптированной химерой, которой смогут насладиться лишь фанаты франшизы». Ник Кример отметил ряд существенных трудностей для новых зрителей, но всё же посчитал возможным разобраться в деталях вымышленной вселенной по ходу просмотра сериала. Другие же рецензенты положительно отметили выбранный 48-минутный формат двух первых серий аниме, раскрывающих события пролога от лица Рин и Сиро, соответственно, позволивший как дополнительно раскрыть детали характеров и предысторий обоих главных героев, так и ознакомить зрителя с сеттингом и правилами Войны Святого Грааля, зачастую с излишними подробностями. Кроме того увеличенная продолжительность некоторых серий сериала, по мнению тех же обозревателей, позволила избежать включения ненужных филлеров или излишнего сжатия сюжета, как то случилось в одноимённом анимационном фильме Studio Deen. Новые по сравнению с визуальным романом сцены были восприняты критиками положительно, как и саспенс кульминационных серий. В целом, проработка образов центральных персонажей (Сиро, Рин и Арчера) была выполнена качественно, на взгляд критиков, и улучшила их восприятие героев по сравнению с сериалом Studio Deen, в особенности Эмии Сиро, к которому рецензенты имели перед просмотром крайне скептическое отношение. Тем не менее, истории второстепенных персонажей, по ряду мнений, остались без должного внимания и выпадали из повествования на большое количество серий. Диалоги и размышления главных героев были признаны в некоторых сценах превалирующими над действием, из-за чего у некоторых обозревателей возникало ощущение их затянутости.
В целом, всеми обозревателями сериал был признан рекомендованным к просмотру, но уступающим по качеству экранизации Fate/Zero. 10 октября 2015 года Fate/Stay Night: Unlimited Blade Works получил две награды от журнала Newtype, как лучший телевизионный аниме-сериал и за лучшую режиссёрскую работу в 2015 году.

### Emiya-san Chi no Kyou no Gohan
31 декабря 2017 года студия ufotable объявила об экранизации манги Emiya-san Chi no Kyou no Gohan в виде ONA-сериала и продемонстрировала публике премьерный специальный выпуск. Показ осуществляется на интернет-телеканале AbemaTV с 25 января 2018 года и в дальнейшем будет производиться по одной серии первого числа каждого месяца. Режиссёрами выступили Такахиро Миура и Тэцуто Сато, ранее работавшие вместе над сериалом Fate/Stay Night: Unlimited Blade Works. Разработка дизайна персонажей была поручена Токо Утимуре, ранее задействованным при создании аниме Fate/Zero; продюсером стал Хикару Кондо, выступавший в подобном качестве во всех экранизациях студией продуктов Type-Moon со времён Kara no Kyoukai.
Согласно рецензии обозревателя Anime News Network Габриэллы Икинз, тематика ONA-сериала являлась логичным продолжением специфики первоисточника и пристастия Эмии Сиро к кулинарии. Положительную оценку получили визуальный ряд работы, выполненный в акварельном стиле, и эстетика жанра повседневность, сходная по качеству исполнения, по мнению рецензента, с работами Kyoto Animation (в особенности с экранизацией Kobayashi-san Chi no Maid Dragon). При этом, было позитивно отмечено нехарактерное для жанра малое использование этти-фансервисных сцен и низкий порог вхождения зрителей, незнакомых ранее с франшизой. Критике был подвергнут созданный в экранизации образ Тосаки Рин, изобиловавший, на взгляд обозревателя, стереотипами типичного цундэрэ-персонажа. Также Икинз отметила, что была рада наконец увидеть героев Fate/stay night счастливыми и невтянутыми в кровавые битвы Войны Святого Грааля, и сочла Emiya-san Chi no Kyou no Gohan интересным сериалом своего жанра.

## Анимационные фильмы

### Fate/stay night: Unlimited Blade Works(2010)
После удачной, по мнению критиков, адаптации цикла ранобэ Kara no Kyoukai студией ufotable в 2007—2009 годах обозревателями и фанатами неоднократно высказывались сомнения в целесообразности продолжения сотрудничества Type-Moon со Studio Deen, однако 6 августа 2009 года в журнале Newtype был анонсирован полнометражный фильм по сюжетной арке «Unlimited Blade Works» от тех же аниматоров. Как и в аниме-сериале Fate/stay night, на должность режиссёра был утверждён Юдзи Ямагути. 23 января 2010 года начался показ фильма в 12 кинотеатрах на территории Японии. В конце первой недели проката кассовые сборы картины достигли 37,7 миллионов иен, уступив практически в три раза стартовавшему в тот же период «Исчезновению Харухи Судзумии», заработавшему свыше ста миллионов. Позже фильм был издан на DVD и Blu-ray дисках в Японии и Северной Америке.
По сравнению с сериалом 2006 года было отмечено улучшение качества графики, однако также был высказан и ряд нареканий к изобразительной части. Например, Терон Мартин из Anime News Network выделил невысокий уровень использованного при постановке рендеринга. Музыкальное оформление картины было воспринято рецензентами положительно.
Главным нареканием критиков к фильму стал его выбранный хронометраж (107 минут), из-за которого были серьёзно сокращены диалоги персонажей и вырезаны некоторые сцены. Рецензент сайта UK AniFest сравнил собственное ощущение от получившегося результата с «перманентным deus ex machina» из-за отсутствия объяснений многих действий героев. Потерю причинно-следственных связей и хаотичность смены мест действия отмечал также Росс Ливерсидж из UK Anime Network. Тем не менее, ряд обозревателей отметили и полученную таким образом динамичность картины, однако выделяя и невозможность при этом детально погрузиться в атмосферу картины. Также многочисленное использование клише визуальных ракурсов в фильме сделало, по мнению Терона Мартина, фильм очередным «сёнэн-произведением о супергероях». Рецензент сайта UK AniFest отметил, что фильм мог бы «стать хорошим подспорьем для новичков во вселенной Fate» или «получиться детальной экранизацией для фанатов», но «не реализовал ни одну из этих возможностей».

### ТрилогияFate/stay night: Heaven’s Feel
Первая информация о предстоящей экранизации сюжетной арки «Heaven’s Feel» в виде полнометражного фильма была озвучена студией ufotable 24 июня 2014 года, одновременно с анонсом даты выпуска сериала Fate/stay night: Unlimited Blade Works, причём решение о производстве обоих этих произведений было сделано ещё в 2012 году во время создания ufotable обновлённых вступительных роликов к версии Fate/stay night Réalta Nua. 27 марта 2016 года стало известно, что сценарий будет разделён на три отдельных фильма, выход первого из которых запланирован на конец 2017 года; в качестве режиссёра проекта был представлен Томонори Судо, сценариста — Акира Хияма. 14 октября 2017 года первая часть трилогии Presage Flower вышла в прокат, и одновременно с этим было объявлено о планах выпуска второй — Lost Butterfly — в 2018 году. Позже было сообщено о переносе начала показа второго фильма на 12 января 2019 года.
За первые два дня проката часть Presage Flower успела стать самым популярным и кассовым фильмом в кинотеатрах Японии первой половины октября и заработала 413 миллионов иен. К концу ноября сборы превысили 1,35 миллиарда иен, и прокатчиками было объявлено об увеличении числа кинотеатров и продлении показов до января. В феврале 2018 года общий сбор в Японии составил более 1,5 миллиардов иен. Также фильм был приобретён к прокату в Северной и Латинской Америке, а также Австралии.
Как и в сериале Fate/stay night: Unlimited Blade Works Киноко Насу планировал включить новые сцены, отсутствовавшие в визуальном романе, но по решению Судо такие вставки было решено свести к минимуму из-за ограниченного хронометража полнометражных фильмов и желания Судо больше сосредоточиться на точной передаче развитию романтической линии между Сиро и Сакурой. Тем не менее отмечалось, что контролирующие функции Насу увеличились по сравнению с предыдущими экранизациями студии его работ. Наиболее трудным сюжетным элементом, по мнению режиссёра, являлась передача взаимоотношений Сакуры и Иллии, являвшихся центральными персонажами этой сюжетной арки, поскольку помимо текста оригинального визуального романа Судо хотел отразить и характер взаимодействия героинь в Fate/hollow ataraxia. По заверениям Томонори Судо, сценарий последующих фильмов создаётся с учётом значимости для сюжета картины сцен сексуального характера, которые будут использованы при невозможности полноценной замены цензурным аналогом. Как и в предыдущих работах ufotable по франшизе Fate вновь мультипликация выполнялась в концепции тотальной анимации, раскадровку к которой готовил лично Судо, которых преимущественное внимание уделял детализации мимики и жестов персонажей, а дальнейшее наполнение кадров было отдано персоналу студии. Преимущественно режиссёр картины использовал собственные задумки по хореографии боевых сцен, но для некоторых из них связанных с Сэйбер привлекал Такахиро Миуру, как знакомого с динамикой персонажа по сериалу Fate/stay night: Unlimited Blade Works. Предполагается, что в каждом из фильмов внешность персонажей будет постепенно изменяться, для демонстрации развития черт их характера по ходу фабулы. Дизайн персонажей вновь находился под контролем Такаси Такэути, но Судо решил использовать преимущественно модели, созданные для сериала по «Unlimited Blade Works», с небольшим добавлением новых костюмов от оригинального иллюстратора.
Первый фильм цикла был воспринят обозревателями как творение, созданное преимущественно для фанатов вселенной Fate, поскольку в отличие от сериала Fate/stay night: Unlimited Blade Works описанию деталей и принципов происходящего (Войны Святого Грааля, историй персонажей второго плана, основам магии) было уделено ещё меньшее внимание, а, следовательно, требовало знания первоисточника или же более ранних экранизаций. Ким Моррисси из Anime News Network отметила правильно выбранный формат трилогии для полноценной экранизации, чтобы избежать повторения ошибки Studio Deen с фильмом по «Unlimited Blade Works», однако обозреватель IGN при этом выделила медленный ход общего повествования и завязки сюжетных линий, а рецензент Уго Магуэй — малое число боевых сцен. Также Моррисси негативно отреагировала на решение ufotable серьёзно сократить диалоги персонажей, например, общение Сиро и Котоминэ в церкви, где главному герою раскрывается правда о методах Эмии Кирицугу, частично было сведено лишь к артикуляции и не позволило, по мнению критика, до конца отразить перемены в сознании Сиро. Ей же были высказаны опасения по поводу дальнейшего экранного времени Иллии, являющейся одной из центральных фигур данной сюжетной арки визуального романа, поскольку сцены с участием фон Айнцберн в Presage Flower были сокращены.
Всеми критиками был высоко оценён уровень проработки мультипликации — как анимации движения персонажей, так и использованные высокодетализированные дальние планы и 3D-модели спецэффектов. Мартин Батлер в рецензии для интернет-портала UK Anime Network выделил отдельно сцену сражения между истинный Асассином и Лансером, в котором, по его мнению, были отражены как высокий бюджет картины, так и десятилетний опыт студии ufotable по адаптации продукции Type-Moon. Положительно было воспринято также музыкальное сопровождение, включавшее в себя классические оркестровые элементы. Моррисси назвала первый фильм трилогии «лучшей экранизацией вселенной Fate, превосходящий даже Fate/Zero».

## Музыкальное сопровождение

### Визуальный роман
25 февраля 2004 года компанией Geneon Entertainment был издан официальный альбом музыкальных композиций, использованных в визуальном романе, Fate/stay night Original Sound Track, содержащий 28 треков. Текст к песням был написан звукорежиссёром Кеитой Хага, композиторами выступили Number201, KATE и James Harris, а сами песни «This Illusion» и «Days» были исполнены M.H. и Chino, соответственно. В качестве приложения в коробке с компакт-диском имелись карточки персонажей-слуг и мастеров. Помимо изначального альбома игровые композиции с изменённой аранжировкой для различных версий Fate/stay night Réalta Nua были изданы в 2007 и 2012 году компаниями Geneon Entertainment и Sony Music Entertainment Japan, соответственно. Песни к вступительным роликам версии Fate/stay night Réalta Nua для PlayStation Vita были исполнены J-pop-коллективом earthmind.
| №                   | Название                              | Автор(ы)                     | Длительность |
| ------------------- | ------------------------------------- | ---------------------------- | ------------ |
| 1.                  | «THIS ILLUSION (Fate ver.)»           | Number201, Кеита Хага, M.H.  | 1:32         |
| 2.                  | «into the night»                      | KATE                         | 2:48         |
| 3.                  | «Hizashi no Naka de» (日差しの中で)   | KATE                         | 2:31         |
| 4.                  | «Odayaka na Mainichi» (穏やかな毎日)  | KATE                         | 3:07         |
| 5.                  | «Yasashii Fuukei» (優しい風景)        | James Harris                 | 2:20         |
| 6.                  | «Akaneiro no Machi» (茜色の街)        | KATE                         | 1:53         |
| 7.                  | «Egao ni Kakomarete» (笑顔に囲まれて) | James Harris                 | 3:08         |
| 8.                  | «Ninin no Jikan» (二人の時間)         | James Harris                 | 2:09         |
| 9.                  | «Mayonaka no Hazama» (真夜中の狭間)   | James Harris                 | 3:23         |
| 10.                 | «Unmei no Uzu» (運命の渦)             | KATE                         | 1:27         |
| 11.                 | «Gekitotsu Suru Kon» (激突する魂)     | KATE                         | 3:29         |
| 12.                 | «Akumu» (悪夢)                        | KATE                         | 2:28         |
| 13.                 | «Toppakou» (突破口)                   | James Harris                 | 1:32         |
| 14.                 | «THIS ILLUSION (inst.)»               | Number201, Кеита Хага, M.H.  | 2:31         |
| 15.                 | «Samayou Kage» (彷徨う影)             | James Harris                 | 3:26         |
| 16.                 | «Excalibur» (約束された勝利の剣)      | KATE                         | 2:40         |
| 17.                 | «Kienai Omoi» (消えない想い)          | KATE                         | 2:43         |
| 18.                 | «Shippu no Kenshi» (疾風の剣士)       | KATE                         | 1:57         |
| 19.                 | «Tsuioku no Kanata» (追憶の彼方)      | KATE                         | 1:42         |
| 20.                 | «Hametsu no Ashioto» (破滅の足音)     | James Harris                 | 2:55         |
| 21.                 | «Kogane no Ou» (黄金の王)             | James Harris                 | 2:21         |
| 22.                 | «EMIYA» (エミヤ)                      | James Harris                 | 3:04         |
| 23.                 | «Hikari to Yami» (光と闇)             | KATE                         | 2:37         |
| 24.                 | «Angra Mainyu» (この世全ての悪)       | KATE                         | 2:53         |
| 25.                 | «THIS ILLUSION (piano ver.)»          | Number201, Кеита Хага, M.H.  | 2:54         |
| 26.                 | «Arata na Yoake» (新たな夜明け)       | Number201                    | 3:33         |
| 27.                 | «Utsuriyuku Kisetsu» (移りゆく季節)   | KATE                         | 1:58         |
| 28.                 | «days (Fate ver.)»                    | Number201, Кеита Хага, Chino | 2:40         |
| Общая длительность: | Общая длительность:                   | Общая длительность:          | 71:41        |

### Аниме-адаптации и радиопостановки
Для создания музыкального сопровождения аниме-сериала Fate/stay night Studio Deen был приглашён композитор Кэндзи Каваи. В качестве открывающей композиции с 1 по 14-ю серии использовался кавер-версия «disillusion» основной темы визуального романа, а с 15 по 23-ю — песня «Kirameku Namida wa Hoshi ni», причём обе они были исполнены Сати Таинакой. Основной закрывающей композицией на протяжении большей части сериала выступала песня «Anata ga Ita Mori» группы Jyukai (в в 14-й серии была использована «Hikari» того же коллектива, 24-й — «Kimi to no Ashita» в исполнении Таинаки). Для Jyukai и Сати Таинаки эта работа стала первой на профессиональной музыкальной сцене, а все исполненные ими композиции стали их дебютными синглами. 28 июня 2006 года спустя три недели после начала показа сериала компанией Geneon Entertainment в Японии был издан альбом TV Anime Fate/stay night A.OST, а 4 июля того же года — и на территории Северной Америки. Этот же коллектив авторов был использован Studio Deen и при производстве анимационного фильма Fate/Stay Night: Unlimited Blade Works, в который вошли две новые песни Таинаки — «Imitation» и «Voice ~Tadoritsuku Basho~».
С 22 февраля по 6 сентября 2007 года производилось вещание интернет-радиопостановки Fate/stay tune c сэйю Каной Уэдой (Тосака Рин) и Аяко Кавасуми (Сэйбер); всего было осуществлено 28 выпусков. В преддверии выхода анимационного фильма Fate/stay night: Unlimited Blade Works радиопостановки были возобновлены под названием Fate/stay tune Unlimited Radio Works и проходили с 16 октября 2009 по 16 апреля 2010 года; в дополнение к прошлому составу сэйю присоединился Дзюнъити Сувабэ, исполнявший роль Арчера. Было выпущено ещё 26 выпусков, которые в дальнейшем как и предыдущая версия Fate/stay tune были изданы на компакт-дисках компанией Frontier Works. Также были созданы ограниченные выпуски обеих радиопостановок, которые распространялись на Комикетах 73 и 77, соответственно.
Композитором для обоих сезонов сериала Fate/stay night: Unlimited Blade Works студии ufotable выступил Хидэюки Фукасава. В течение всего первого сезона открывающей композицией служила песня «ideal white» в исполнении Масиро Аяно, во втором — «Brave Shine» Aimer. Обе закрывающие композиции двух сезонов («Believe» и «Ring Your Bell», соответственно) были представлены группой Kalafina. Кроме того, в 12-й серии первого сезона была представлена очередная кавер-версия песни «This Illusion», исполненная LiSA. В 2015 году компанией Aniplex в качестве бонусных материалов к Blu-ray Disc были выпущены два альбома Fate/Stay Night [Unlimited Blade Works] Original Soundtrack, содержавшие музыкальные композиции сериала; также во второй альбом в качестве дополнения была включена радиопостановка Curtain Call ~LET US DRIVE TOGETHER~, озвученная сейю сериала.
14 апреля 2015 года студией ufotable было объявлено, что участвовавшая в написании двух песен для сериала Fate/stay night: Unlimited Blade Works Юки Кадзиура, выступит в качестве основного композитора для трилогии фильмов Fate/stay night: Heaven’s Feel. 9 мая 2017 года стало известно, что основную музыкальную тему фильма «Hana no Uta» исполнит Aimer. С 22 сентября по 1 декабря 2017 года в эфир выходила интернет-радиопостановка Fate/stay night Heaven’s Feel 〜 Moshi, watashi ga rajio o yattara, yurusemasen ka?〜 с сэйю Норико Ситаей (Мато Сакура). Всего было произведено 11 выпусков.
| №                   | Название                                                                   | Автор(ы)                                          | Длительность |
| ------------------- | -------------------------------------------------------------------------- | ------------------------------------------------- | ------------ |
| 1.                  | «disillusion (TVサイズ)» (disillusion (TV Size))                           | Number201, Кеита Хага, Кэндзи Каваи, Сати Таинака | 1:34         |
| 2.                  | «Senrei» (洗礼)                                                            | Кэндзи Каваи                                      | 1:45         |
| 3.                  | «Unmei no Yoru» (運命の夜)                                                 | Кэндзи Каваи                                      | 3:25         |
| 4.                  | «Kagayake Shounen Shoujo» (輝け少年少女)                                   | Кэндзи Каваи                                      | 2:04         |
| 5.                  | «Fuji-nee no Theme» (藤ねえのテーマ)                                       | Кэндзи Каваи                                      | 1:12         |
| 6.                  | «Kodoku na Junrei» (孤独な巡礼)                                            | Кэндзи Каваи                                      | 2:02         |
| 7.                  | «Majutsushi» (魔術師)                                                      | Кэндзи Каваи                                      | 1:44         |
| 8.                  | «Inga Ruten» (因果流転)                                                    | Кэндзи Каваи                                      | 1:48         |
| 9.                  | «Seihai» (聖杯)                                                            | Кэндзи Каваи                                      | 1:38         |
| 10.                 | «Eirei Chinkon» (英霊鎮魂)                                                 | Вольфганг Амадей Моцарт, Кэндзи Каваи             | 1:59         |
| 11.                 | «Kumo wa Somari Yuku» (雲は染まりゆく)                                     | Кэндзи Каваи                                      | 1:49         |
| 12.                 | «Kaseifu wa Seigi no Mikata» (家政夫は正義の味方)                          | Кэндзи Каваи                                      | 1:34         |
| 13.                 | «Einzbern no Mori» (アインツベルンの森)                                    | Кэндзи Каваи                                      | 1:42         |
| 14.                 | «Ienu Kizuato» (癒えぬ傷跡)                                                | Кэндзи Каваи                                      | 2:08         |
| 15.                 | «Fuyuki Enkei» (冬木遠景)                                                  | Кэндзи Каваи                                      | 1:48         |
| 16.                 | «Uketsugareshi Kokuin» (受け継がれし刻印)                                  | Кэндзи Каваи                                      | 2:12         |
| 17.                 | «Kuchita Kettou» (朽ちた血統)                                              | Кэндзи Каваи                                      | 1:56         |
| 18.                 | «Shikkoku no Juujika» (漆黒の十字架)                                       | Кэндзи Каваи                                      | 1:46         |
| 19.                 | «Uruwashiki Hanabana» (麗しき花々)                                         | Кэндзи Каваи                                      | 1:14         |
| 20.                 | «Yami Ugomeku» (闇蠢く)                                                    | Кэндзи Каваи                                      | 1:49         |
| 21.                 | «Taiko no Denshou» (太古の伝承)                                            | Кэндзи Каваи                                      | 1:47         |
| 22.                 | «Eiyuu-Ou» (英雄王)                                                        | Кэндзи Каваи                                      | 1:37         |
| 23.                 | «EMIYA -Kenji Kawai ver.-» (エミヤ -Kenji Kawai ver.-)                     | James Harris, Кэндзи Каваи                        | 2:39         |
| 24.                 | «Fuji-nee no Theme -triple time ver.-» (藤ねえのテーマ -triple time ver.-) | Кэндзи Каваи                                      | 1:08         |
| 25.                 | «Akogare no Yuutousei» (憧れの優等生)                                      | Кэндзи Каваи                                      | 2:12         |
| 26.                 | «Ikai no Fuchi» (異界の淵)                                                 | Кэндзи Каваи                                      | 1:42         |
| 27.                 | «Kishi-Ou no Hokori» (騎士王の誇り)                                        | Кэндзи Каваи                                      | 2:24         |
| 28.                 | «Fuyu no Yousei» (冬の妖精)                                                | Кэндзи Каваи                                      | 2:44         |
| 29.                 | «Ima wa Sono Tsuguri wo Oite» (今はその剣を置いて)                         | Кэндзи Каваи                                      | 1:44         |
| 30.                 | «Senketsu no Kihei» (鮮血の騎兵)                                           | Кэндзи Каваи                                      | 2:03         |
| 31.                 | «Keiyaku» (契約)                                                           | Кэндзи Каваи                                      | 1:31         |
| 32.                 | «Excalibur -Kenji Kawai ver.-» (約束された勝利の剣 -Kenji Kawai ver.-)     | KATE, Кэндзи Каваи                                | 2:21         |
| 33.                 | «Eien no Toga» (永遠の咎)                                                  | Кэндзи Каваи                                      | 1:54         |
| 34.                 | «Kizuna» (絆)                                                              | Кэндзи Каваи                                      | 2:08         |
| 35.                 | «Uragiri no Majo» (裏切りの魔女)                                           | Кэндзи Каваи                                      | 2:09         |
| 36.                 | «Kyouchou» (凶兆)                                                          | Кэндзи Каваи                                      | 1:31         |
| 37.                 | «Tenchi Houkou» (天地砲哮)                                                 | Кэндзи Каваи                                      | 2:29         |
| 38.                 | «La Sola»                                                                  | Кэндзи Каваи, Хисако Сасаки                       | 3:52         |
| 39.                 | «Gun'yuu Shissou» (群雄疾走)                                               | Кэндзи Каваи                                      | 2:23         |
| 40.                 | «Anata ga Ita Mori (TV Size)» (あなたがいた森 (TVサイズ))                  | Кэндзи Каваи, Ёсиаки Дэва, Jyukai                 | 1:32         |
| Общая длительность: | Общая длительность:                                                        | Общая длительность:                               | 78:59        |

## Связанная продукция

### Компьютерные игры

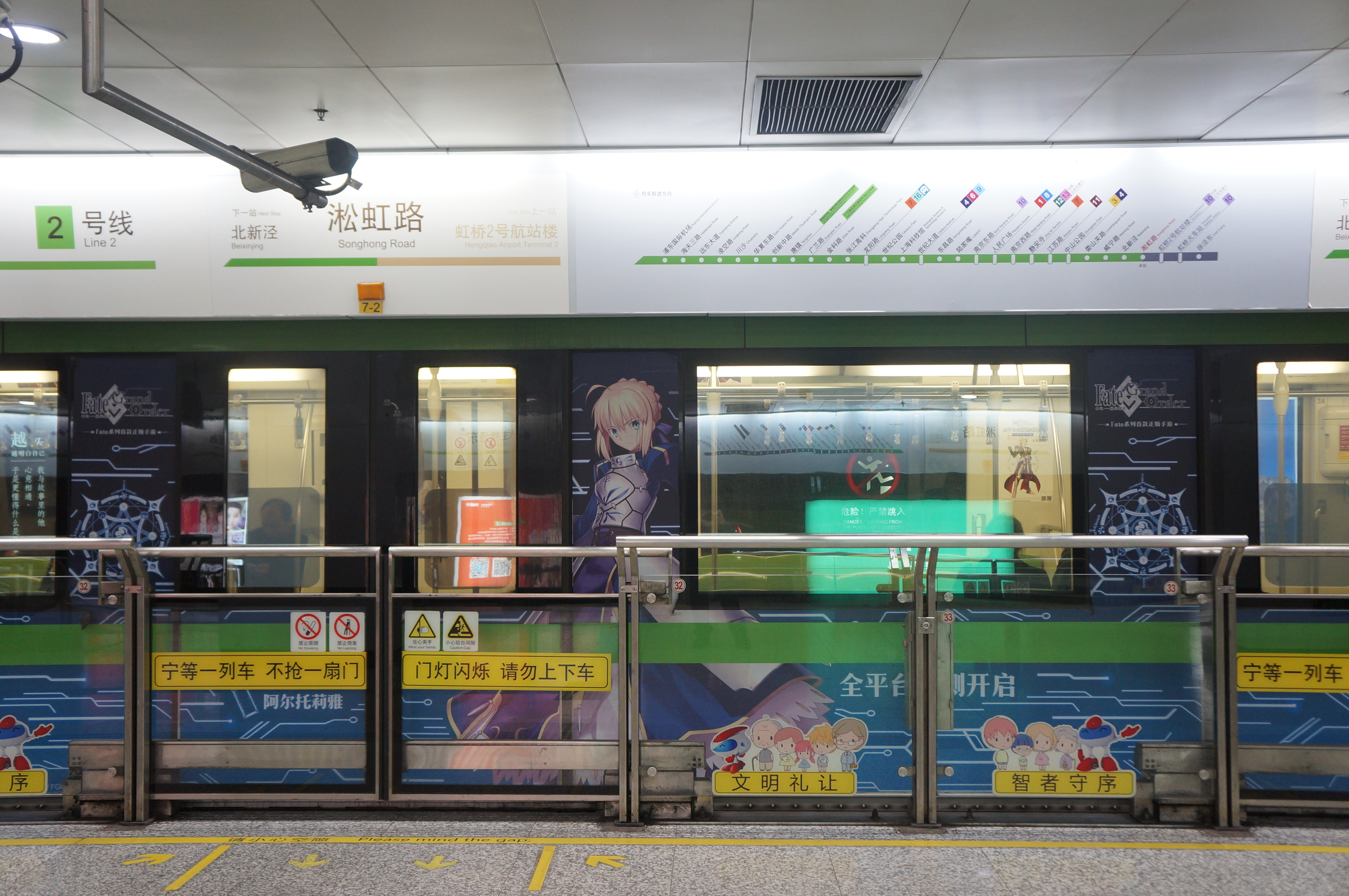
Вагон шанхайского метрополитена с рекламой Fate/Grand Order

На основе визуального романа было создано несколько игр в жанрах файтинга и RPG. 13 сентября 2007 года Capcom была издана игра Fate/tiger colosseum, разработанная компанией Cavia в тиби-дизайне для PlayStation Portable. 28 августа 2008 года было выпущено продолжение этого файтинга — Fate/tiger colosseum Upper, дополненное персонажами Fate/hollow ataraxia и Fate/Zero.
21 ноября 2007 года стало известно, что компания Eighting под эгидой Capcom и Cavia начала разработку 3D-файтинга Fate/unlimited codes. В отличие от Fate/tiger colosseum, эта игра не носила комедийного характера и основывалась на боевых навыках персонажей визуального романа. 18 декабря 2008 года Fate/unlimited codes был выпущен для PlayStation 2, причём ограниченная серия игры, оформленная через предварительный заказ, включала альтернативный костюм для персонажа Сэйбер. 18 июня 2009 года игра была портирована для PlayStation Portable, а 3 и 9 сентября того же года — выпущена в Европе и Северной Америке.
Кроме использования сеттинга визуального романа были также созданы несколько игр с собственными отдельными сюжетными линиями, являющимися спин-оффами к первоисточнику. Первой из них была анонсирована ролевая игра Fate/Extra в поджанре подземелья для PlayStation Portable. Игра была разработана Imageepoch в сотрудничестве Type-Moon, а выпуск был намечен издателем Marvelous Entertainment на 18 марта 2010 года. Однако, позже стало известно о переносе сроков релиза для дополнительного тестирования и отладки, который состоялся в итоге 22 июля 2010 года. В 2011 и 2012 году игра была выпущена на территории Северной Америки и Европы компаниями Aksys Games и Ghostlight, соответственно. 28 марта 2013 года было выпущено продолжение Fate/Extra CCC. 27 января 2018 года студией Shaft была представлена аниме-адаптация игры в виде сериала Fate/Extra Last Encore. 10 ноября 2016 года компанией Marvelous был издан сиквел Fate/Extra в жанре action — Fate/Extella: The Umbral Star.
В течение долгого времени делались попытки по созданию MMORPG-игр франшизы Fate, которые были прекращены на ранних стадиях разработки. Лишь 30 июля 2015 года на платформах iOS и Android компанией Delightworks была реализована тактическая ролевая онлайн-игра Fate/Grand Order, распространяемая по модели free-to-play. Помимо Японии позже игра была выпущена в Китае, США, Южной Корее и на Тайване. В 2017 году было объявлено о будущем портировании игры на PlayStation VR. 31 декабря 2016 года студией Lay-duce был показан специальный выпуск аниме Fate/Grand Order: First Order.

### Спин-оффы
Fate/stay night стал родоначальником серии спин-оффов по созданной игровой вселенной, первым из которых стал сиквел Fate/hollow ataraxia, выпущенный Type-Moon 28 октября 2005 года также в виде визуального романа для PC и портированной на PlayStation Vita 27 ноября 2014 года. По сюжету Fate/hollow ataraxia события разворачиваются спустя полгода после Fate/stay night, однако не являются прямым продолжением ни одной из представленных в оригинальной игре концовок и происходят в параллельной реальности, сочетающей случившееся во всех трёх сюжетных арках источника и включающей несколько новых персонажей. С 2013 года в журнале Shounen Ace издательства Kadokawa Shoten по этому роману начата публикация одноимённой манги.
22 ноября 2006 года Type-Moon совместно с компанией Nitroplus было анонсировано о выпуске серии ранобэ, являющемся приквелом к Fate/stay night и получившего название Fate/Zero. Автором произведения стал Гэн Уробути, иллюстрации были выполнены Такаси Такэути. Консультировавший Уробути сценарист визуального романа Киноко Насу признал данную работу полностью канонической. В отличие от Fate/hollow ataraxia ранобэ Fate/Zero происходит в той же реальности, что и оригинальная игра, и описывает события четвёртой Войны Святого Грааля, произошедшей за десять лет до Fate/stay night. Главным героем произведения является приёмный отец Эмии Сиро — Эмия Кирицугу. Ранобэ издавалось Type-Moon с 29 декабря 2006 года по 29 декабря 2007 года в четырёх томах, манга — с 2010 по 2017 год в журнале Young Ace в четырнадцати томах. Студией ufotable в двух сезонах была выпущена аниме-адаптация работы в 2011 и 2012 году.
С 2004 по 2005 год журналом Ichijinsha выпускалась комедийная манга Take Moon авторства Эри Такэнаси, использующая персонажей визуальных романов Fate/stay night, Tsukihime и других произведений Type-Moon. С 12 августа по 31 декабря 2011 года на её основе был создан 12 серийный OVA-сериал Carnival Phantasm производства Lerche, включавший также 12-минутную дополнительную серию Fate/Prototype, созданную по школьным черновикам Киноко Насу, использованным при создании Fate/stay night. В дальнейшем сюжет был переработан Хикару Сакураем в пятитомное ранобэ Fate/Prototype: Sougin no Fragments, которое выпускалось с 2013 по 2016 год журналом Comptiq, а с октября 2017 года — и в виде радиопостановок. В 2015 году по этому произведению Сакураем был написан и издан собственный спин-офф Fate/Labyrinth.
С сентября 2007 года в журнале Comp Ace издаётся махо-сёдзё манга Хироси Хироямы Fate/kaleid liner Prisma Illya, главной героиней которого является девочка-волшебница Иллиясфиль фон Айнцберн. События Fate/kaleid liner Prisma Illya происходят в параллельной реальности по отношению к Fate/stay night и Fate/Zero, где родители Иллии не участвовали в четвёртой Войне Святого Грааля. С 2013 года компанией Silver Link были сняты четыре сезона аниме-телесериала, а 26 августа 2017 года — анимационный фильм Fate/kaleid liner Prisma Illya: Sekka no Chikai.
В ноябре 2011 года Type-Moon было анонсировано о начале создания Юитиро Хигасидэ ранобэ Fate/Apocrypha, изначально планировавшегося в качестве сюжета отменённого проекта MMORPG-игры. Сюжет лайт-новеллы повествует об альтернативной четвёртой Войне Святого Грааля, прошедшей на территории Румынии. Ранобэ было издано Type-Moon с 29 декабря 2012 года по 28 декабря 2014 года в пяти томах. Выпуск манги был начат 25 июня 2016 года в журнале Comp Ace. Со 2 июля по 30 декабря 2017 года транслировалась аниме-адаптация работы от студии A-1 Pictures.
Начиная с января 2015 года, автором Рёго Наритой, известного по ранобэ Durarara!! и Baccano!, была запущена серия ранобэ и манги Fate/strange fake, действие которой также происходит в параллельной Fate/stay night реальности и базируется на неправильной попытке воссоздания Святого Грааля из Фуюки на территории США. Как и в случае с Fate/Apocrypha, сюжет Fate/strange fake изначально планировался для компьютерной ролевой игры, пролог к которой был выпущен в 2008 году.
25 марта 2015 года Киноко Насу было выпущено ранобэ Garden of Avalon, пересказывающее события Артурианы с учётом сеттинга визуального романа. 23 марта 2016 года радиопостановка Garden of Avalon была включена приложением к обновлённому изданию альбома Fate/stay night Original Sound Track.